# 2월 18일
2월 18일은 그레고리력으로 49번째(윤년일 경우도 49번째) 날에 해당한다.

## 사건
- 1930년 - 미국의 천문학자 클라이드 톰보가 명왕성을 발견함.
- 1951년 - 네팔, 영국으로부터 독립.
- 1965년 - 감비아, 영국으로부터 독립.
- 1973년 - 장학퀴즈가 MBC를 통해 첫 방송되었다.
- 1981년 - 로널드 레이건 미국 대통령, 신경제정책인 레이거노믹스 발표.
- 2003년 - 대한민국 대구광역시에서 대구 지하철 화재 참사가 발생하여 192명이 사망하고 148명이 부상 당하다.
- 2006년 - 용산 초등학생 성폭행 살해사건이 발생하였다.
- 2008년 - 마포 일가족 실종사건이 발생하였다.

## 문화
- 1910년 - 한국 최초의 상설 영화관, 경성고등연예관 개관.
- 2002년 - KBS 2TV 어린이 드라마 매직키드 마수리 첫 방송.
- 2010년 - 서울 지하철 3호선의 연장 구간인 수서역에서 오금역까지 연장·개통했다.
- 2014년 - EBS의 시네마 천국이 20년 만에 종영되었다.
- 2019년 - MBC ON 개국.
- 2020년 - MBC M 개국.

## 탄생
- 1516년 - 잉글랜드 왕국 및 아일랜드 왕국의 여왕 메리 1세. (~1558년)
- 1530년 - 일본의 센고쿠 시대 장수 우에스기 겐신. (~1578년)
- 1745년 - 이탈리아의 물리학자 알레산드로 볼타. (~1827년)
- 1769년 - 미국의 정치인 존 벨. (~1869년)
- 1883년 - 그리스의 소설가, 시인 니코스 카잔차키스. (~1957년)
- 1890년 - 미국의 배우 애돌프 만주. (~1963년)
- 1898년 - 이탈리아의 페라리 창립자 엔초 페라리. (~1988년)
- 1904년 - 대한민국의 정치인 박순석. (~1992년)
- 1911년 - 일본의 극우 운동가 고다마 요시오. (~1984년)
- 1913년 - 대한민국의 동양화가 김기창. (~2001년)
- 1915년 - 미국의 야구인 조 고든. (~1978년)
- 1919년 - 미국의 영화배우 잭 팰런스. (~2006년)
- 1923년 - 대한민국의 전 군인, 교육행정가 백인엽. (~2013년)
- 1926년 - 대한민국의 정치인 신윤창. (~1989년)
- 1930년 - 대한민국의 정치인 권노갑.
- 1931년 - 미국의 소설가, 교수 토니 모리슨. (~2019년)
- 1932년 - 미국의 영화 감독 밀로스 포만. (~2018년)
- 1933년
  - 일본의 설치미술가 오노 요코.
  - 영국의 축구 선수, 축구 감독 보비 롭슨. (~2009년)
- 1934년
  - 스페인의 패션 디자이너 파코 라반. (~2023년)
  - 이탈리아의 배우 안나 마리아 페레로. (~2018년)
- 1936년 - 대한민국의 공무원 김성연.
- 1942년 - 대한민국의 정치인 김용균.
- 1947년 - 포르투갈의 전 육상선수 카를루스 로페스.
- 1949년 - 대한민국의 야구 해설위원 하일성. (~2016년)
- 1950년 - 미국의 영화감독 존 휴스. (~2009년)
- 1953년 - 대한민국의 언어학자 김두식.
- 1954년
  - 대한민국의 배우 겸 가수 임선택.
  - 미국의 영화 배우 존 트래볼타.
- 1957년 - 미국의 배우, 휠 오브 포춘의 사회자 바나 화이트.
- 1958년 - 대한민국의 가수 김현식. (~1990년)
- 1960년 - 대한민국의 정치인 이승로.
- 1961년 - 일본의 가수 가게야마 히로노부.
- 1963년
  - 대한민국의 정치인 김상훈.
  - 스웨덴의 축구 선수 안데르스 프리스크.
- 1964년 - 미국의 배우 맷 딜런.
- 1965년 - 미국의 랩 가수, 프로듀서, 기업가 닥터 드레.
- 1967년
  - 미국의 애니메이터 겸 성우 토니 안셀모.
  - 이탈리아의 전 축구 선수 로베르토 바조.
- 1970년 - 일본의 성우 이와오 준코.
- 1973년 - 프랑스의 전 축구 선수 클로드 마켈렐레.
- 1974년 - 레바논의 배우, 영화감독 나딘 라바키.
- 1975년
  - 대한민국의 배우 조상기.
  - 영국의 축구 선수 게리 네빌.
  - 대한민국 만화가, 디자이너 권윤주.
  - 대한민국의 전직 스타크래프트 이지호.
- 1977년 - 일본의 당구 선수 사카이 아야코.
- 1978년 - 크로아티아의 축구 선수 요시프 시무니치.
- 1979년 - 대한민국의 전 배우 김지연.
- 1980년 - 대한민국의 안무가 배윤정.
- 1981년 - 대한민국의 배우 김재원.
- 1983년
  - 대한민국의 배우 손지윤.
  - 러시아의 역도 선수 드미트리 클로코프.
- 1984년
  - 대한민국의 배우 문지윤. (~2020년)
  - 대한민국의 가수 린아.
  - 카메룬의 축구 선수 카를로스 카메니.
  - 아르메니아의 조각가 미흐란 하코뱐.
- 1985년
  - 대한민국의 배우, 모델 송재림. (~2024년)
  - 대한민국의 배우 박성훈.
  - 대한민국의 가수 강지혜.
- 1986년 - 일본의 배우 안도 사쿠라.
- 1987년
  - 대한민국의 아나운서 신아영.
  - 대한민국의 스케이트 선수 성시백.
- 1988년
  - 대한민국의 가수 최강창민 (동방신기).
  - 이스라엘의 축구 선수 비브라스 나트호.
  - 조선민주주의인민공화국의 축구 선수 리철명.
- 1989년
  - 대한민국의 가수 길학미.
  - 대한민국의 바둑 기사 조연우.
  - 잉글랜드의 싱어송라이터 수리.
- 1990년
  - 대한민국의 배우 박신혜.
  - 대한민국의 배우 강소라.
  - 대한민국의 전(前) 프로게이머 김명운.
  - 대한민국의 성악가 최성봉. (~2023년)
  - 네덜란드의 프로 야구 선수 디디 흐레호리위스.
- 1991년
  - 미국의 배우 제러미 앨런 화이트.
  - 대한민국의 배우 김성민.
  - 대한민국의 치어리더 박기량.
  - 대한민국의 래퍼 가오가이.
- 1992년
  - 대한민국의 전직 스타크래프트 프로게이머 이예훈.
  - 중국의 배우 야오왕.
- 1993년 - 대한민국의 가수 하도이.
- 1994년 - 대한민국의 래퍼 제이홉 (방탄소년단).
- 1995년
  - 네덜란드의 축구 선수 나탄 아케.
  - 미국의 테니스 선수 서맨사 크로퍼드.
  - 아이슬란드의 축구 선수 루나르 알렉스 루나르손.
  - 중화민국의 스피드스케이팅 선수 천잉주.
- 1996년
  - 일본의 성우 카와이다 나츠미.
  - 중화인민공화국의 육상 선수 양자위.
- 1997년 - 대한민국의 가수 도겸 (세븐틴).
- 1998년 - 미국의 래퍼 버논 (세븐틴).
- 2004년
  - 대한민국의 배우 이효제.
  - 대한민국의 가수 규리.
  - 중화인민공화국의 바둑 기사 탕자원.
  - 미국의 배우 카일리 로저스.
- 2005년 - 대한민국의 가수 소정환 (트레저).
- 2006년 - 대한민국의 바둑기사 정유진.
- 2011년 - 중화인민공화국의 바둑기사 마자터.

## 사망
- 1405년 - 티무르 제국의 창시자 티무르. (1336년~)
- 1546년 - 독일의 신학자, 종교개혁가 마르틴 루터. (1483년~)
- 1564년 - 이탈리아 화가, 건축가 미켈란젤로 부오나로티. (1475년~)
- 1955년 - 대한민국의 독립운동가 겸 정치인, 제2대 부통령 김성수. (1891년~)
- 1967년 - 미국의 물리학자 J. 로버트 오펜하이머. (1904년~)
- 1981년 - 미국의 엔지니어 사업가, 노스럽 그러먼 설립자 잭 노스롭. (1895년~)
- 1994년 - 대한민국의 기독교 목회자 겸 신흥 종교 연구가 탁명환. (1937년~)
- 2012년 - 대한민국의 교육인 조영식. (1921년~)
- 2014년 - 미국의 프로레슬링 선수 넬슨 프레지어 주니어. (1971년~)
- 2016년 - 일본의 소설가 쓰시마 유코. (1947년~)
- 2018년 - 미국의 생물학자 권터 블로벨. (1936년~)
- 2019년 - 이탈리아의 건축가, 디자이너 알레산드로 멘디니. (1931년~)
- 2020년
  - 대한민국의 정치인 김정례. (1927년~)
  - 이탈리아의 영화배우 플라비오 부치. (1947년~)
- 2021년 - 대한민국의 기업인 방용훈. (1952년~)
- 2022년
  - 미국의 영화배우 브래드 존슨. (1959년~)
  - 중화인민공화국의 영화배우 레오 퐁. (1928년~)
  - 일본의 라디오 진행자, 방송인 이치몬지 야타로. (1959년~)
- 2023년
  - 미국의 영화배우 바바라 보슨. (1939년~)
  - 대한민국의 공예가 유영기. (1936년~)
  - 불가리아의 축구 선수, 지도자 페터르 제코프. (1944년~)
- 2024년
  - 미국의 생물학자, 교수 마이클 그룬스타인. (1946년~)
  - 대한민국의 목사, 목회자 김명혁. (1937년~)
  - 대한민국의 외교관 박정호. (1945년~)
  - 대한민국의 정치인 좌승원. (1946년~)
  - 미국의 영화배우 토니 가니오스. (1959년~)
- 2025년 - 대한민국의 국문학자 강신항. (1930년~)

## 기념일
- 감비아 독립기념일: 1965년 영국으로부터 독립한 것을 기념하는 날
- 네팔 민주주의의 날(National Democracy Day): 1951년 리나 왕조의 멸망을 기념하는 날

## 같이 보기
- 전날: 2월 17일 다음날: 2월 19일 - 전달: 1월 18일 다음달: 3월 18일
- 음력: 2월 18일
- 모두 보기